# Begonia cucullata
Begonia cucullata är en begoniaväxtart som beskrevs av Carl Ludwig von Willdenow. Begonia cucullata ingår i släktet begonior, och familjen begoniaväxter. Inga underarter finns listade i Catalogue of Life.

## Bildgalleri

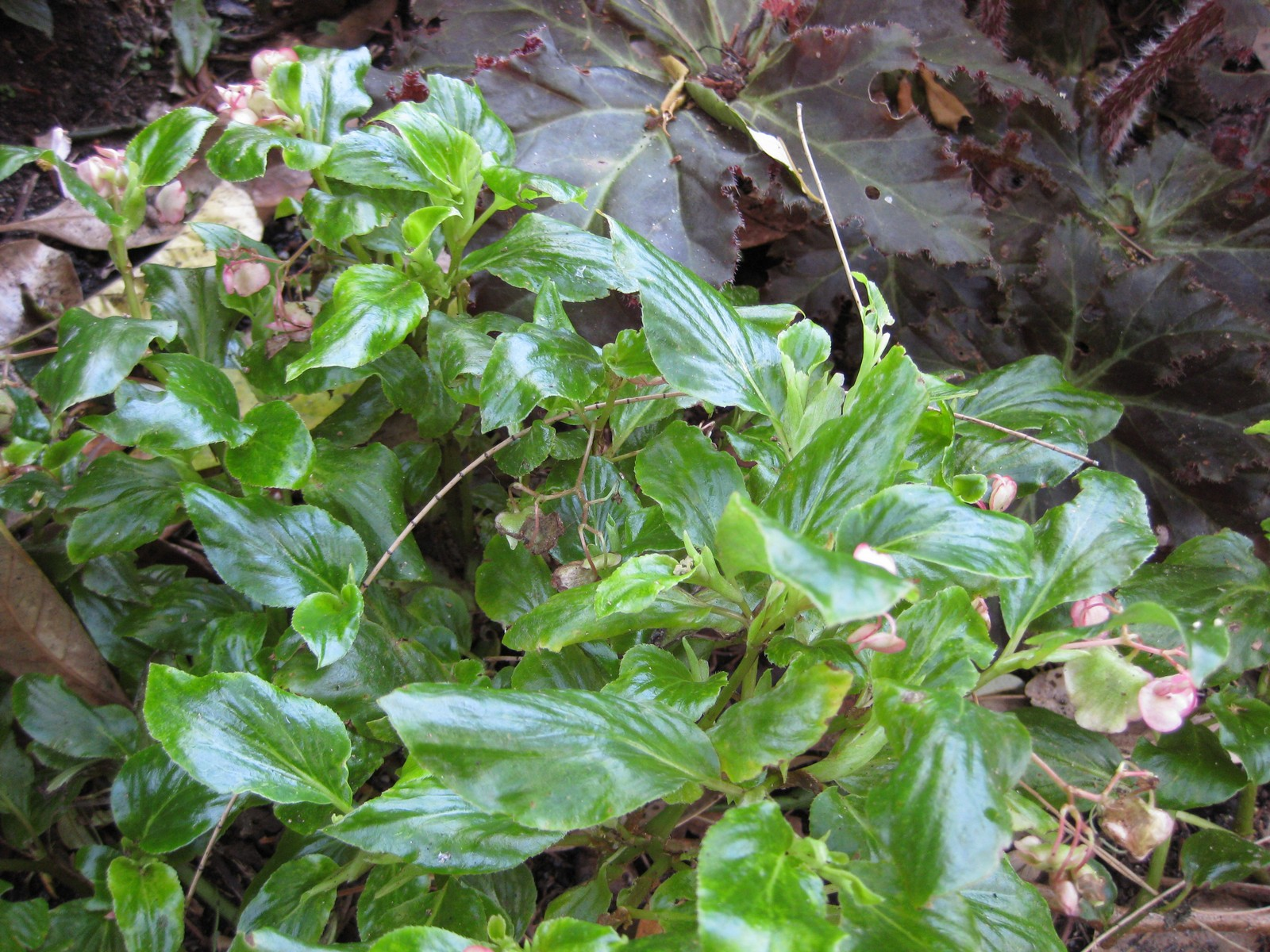
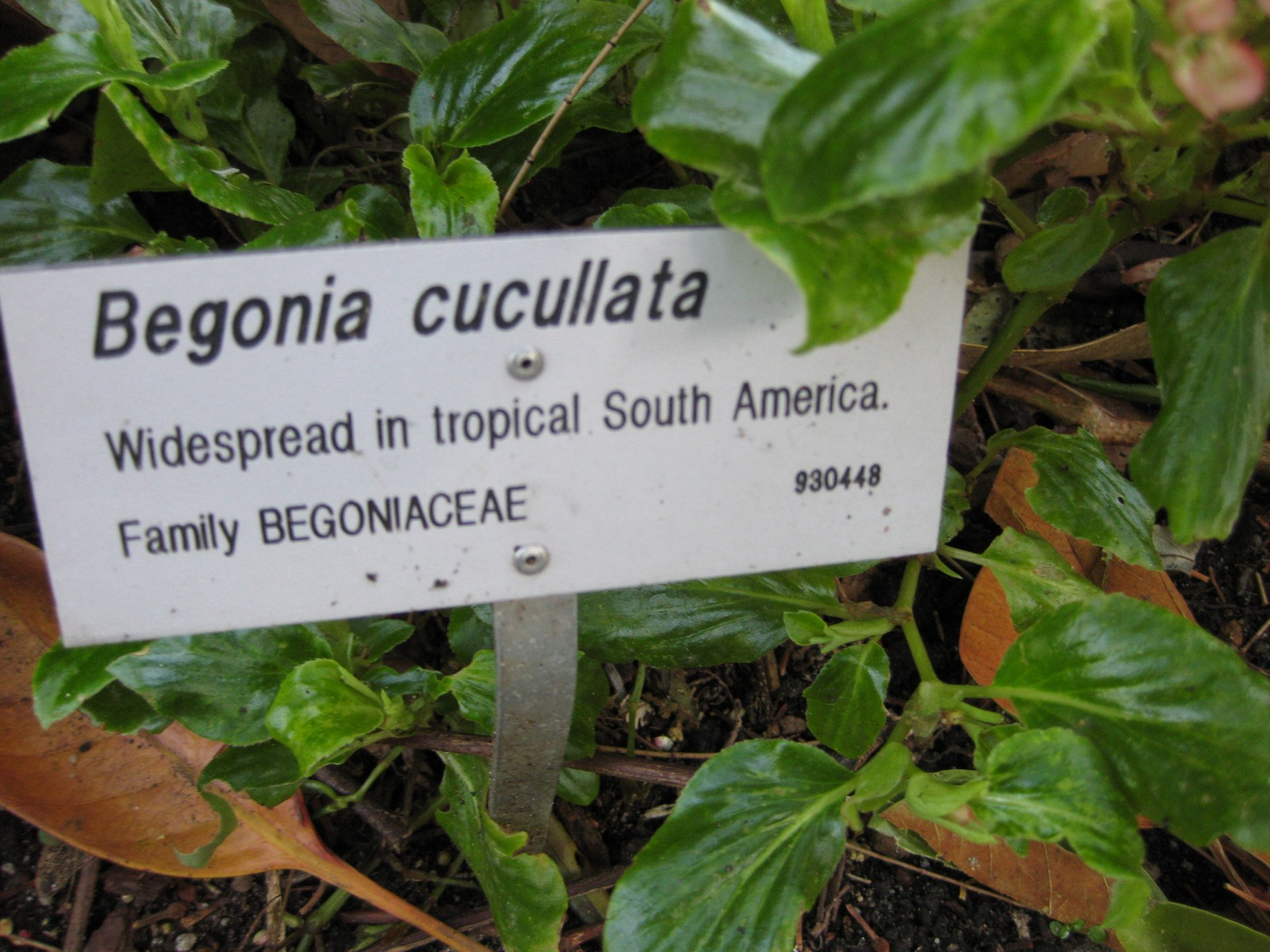